# Alain Fabre-Pujol
Pour les articles homonymes, voir Fabre et Pujol.
Alain Fabre-Pujol, né le 27 juin 1957 à Nîmes, est un homme politique français.

## Biographie

### Carrière professionnelle
Il est assistant parlementaire du sénateur Rouvière de 1980 à 1985[réf. nécessaire].
Il a été cadre territorial au centre de gestion de la fonction publique territoriale du Gard.
Il est retraité depuis 2019[réf. nécessaire].

### Carrière politique
Adjoint au maire d'un village cévenol, Gagnières, il est élu en 1992 au conseil régional du Languedoc-Roussillon, dont il est le benjamin jusqu'en 1997. Premier secrétaire du PS gardois (1990-2003), il fait alliance en 1995 avec le communiste Alain Clary dès le premier tour des élections municipales de Nîmes et devient maire-adjoint en 1995 dans une expérience de « bicéphalité » municipale. En 2001, la liste d'Alain Clary est battue. Il siège comme élu d'opposition jusqu'en 2020. 
Député de la 2e circonscription du Gard de 1997 à 2002, son suppléant est le conseiller municipal de Beaucaire Alain Rayssiguier.
Ancien président du Petit Théâtre de la Placette à Nîmes de juin 2019 à février 2022,  il a connu d'autres engagements associatifs et mutualistes depuis 1980 : étant étudiant, il est élu trésorier de la LDH, puis, plus tard, président de l'association culturelle de Gagnières, vice-président de Gard-Québec, Président de la MNT Gard-Lozère, Président d'Envie-Gard ; il est aujourd'hui membre du bureau de Laïcité30 et adhérent de quelques associations.
Il a été adhérent au PS de 1973 à 2007. Il ne renouvelle pas sa cotisation en désaccord sur le référendum européen et le traité européen. Deux ans après, il participe à la fondation d'EELV, en 2010, persuadé de l'importance de la question climatique dans le débat public. Mais, en désaccord sur les questions républicaines et sociales, il stoppe son engagement en 2015. Quatre ans de réflexion après, il participe à la création de la Gauche républicaine et socialiste (GRS). Il est aujourd'hui référent pour le Gard de la GRS, animateur national du groupe « écologie républicaine » et membre de la commission environnement du Parti de la gauche européenne.

### Vie privée
En 2019, il épouse Carole Grassiano, rédactrice territoriale au centre social Émile-Jourdan.

## Synthèse des mandats
Mandats nationaux
- Député de la 2e circonscription du Gard de 1997 à 2002

Mandats locaux
- Conseiller régional du Languedoc-Roussillon de 1992 à 1997
- Premier adjoint au maire de Gagnières de 1989 à 1995
- Premier adjoint au maire de Nîmes de 1995 à 2001
- Conseiller municipal de Nîmes 2001-2014, février 2015 Juin 2020